# Weaver (Alabama)
Weaver é uma cidade localizada no estado americano de Alabama, no Condado de Calhoun.

## Demografia
Segundo o censo americano de 2000, a sua população era de 2619 habitantes.
Em 2006, foi estimada uma população de 2615, um decréscimo de 4 (-0.2%).

## Geografia
De acordo com o United States Census Bureau, a localidade tem uma área de 6,9 km², sem área coberta por água.

## Localidades na vizinhança
O diagrama seguinte representa as localidades num raio de 16 km ao redor de Weaver.